# برهان الدين باش أعيان
برهان الدين بن أحمد نوري آل باش أعيان العباسي الهاشمي من أسرة آل باش أعيان العباسية الهاشمية في البصرة وتنتسب إلى الخلفاء العباسيين. سياسي وشاعر عراقي، ولد في البصرة عام 1334 هجرية (1915 ميلادية) وتوفي في مدينة عمان عام 1395 هجرية (1975 ميلادية).
تلقى تعليمه قبل الجامعي في البصرة، ثم درس سنة واحدة في الجامعة الأمريكية في بيروت ثم عاد للعراق والتحق بكلية الحقوق في بغداد، وتخرج منها عام 1937.
اشتغل محامياً زمناً قصيراً ثم التحق بالسلك الدبلوماسي العراقي في القاهرة والقدس وطهران ولندن.
انتخب نائبا عن البصرة عام 1949 وفي عامي 1957 و 1958 اختير وزيراً للخارجية، ثم للأنباء والتوجيه، وانتهى عمله السياسي بسقوط الملكية عام 1958،
حكمت عليه محكمة المهداوي بالإعدام، لكن الحكم خفف لاحقا، فقضى 3 سنوات في السجن ثم أفرج عنه، وغادر العراق مطلع عام 1962 إلى بيروت.و في أواخر عام 1963، انتقل إلى المملكة العربية السعودية، حيث عمل مستشارا قانونيا لدى حكومتها حتى وفاته في أواخر عام 1975.
ابنه أحمد باش أعيان يحمل الجنسية السعودية، وعمل في شركة أرامكو.

## كتاب عنه
ألف ابنه أحمد باش أعيان كتابا عنه عنوانه "برهان الدين باش أعيان: حياته وعصره"، ونشر عام 2012.